# Jesús Franco
Jesús "Jess" Franco (født Jesús Franco Manera; 12. maj 1930 i Madrid, Spanien, død 2. April 2013 i Málaga, Spanien) var en spansk filminstruktør, manuskriptforfatter, filmfotograf og skuespiller, kultdyrket for sin enorme produktion af seksuelt ladede horrorfilm, som han sprøjtede ud især fra 1960'erne frem til slutningen af 1980'erne. Han var dog stadig aktiv bag kameraet indtil 2012. Han døde i 2013 i en alder af 82 år.

## Udvalgte film
- Gritos en la noche (The Awful Dr. Orlof) (1962)
- Der heiße Tod (99 Women) (1969)
- Paroxismus (Venus in Furs) (1969)
- The Blood of Fu Manchu (1968)
- The Castle of Fu Manchu (1969)
- Marquis de Sade: Justine (1969)
- Eugenie (1970)
- Nachts, wenn Dracula erwacht (El conde Drácula) (1970)
- Vampiros lesbos (1971)
- Sie tötete in Ekstase (1971)
- Christina, princesse de l'érotisme (A Virgin Among the Living Dead) (1973)
- Les avaleuses (The Loves of Irina) (1973)
- Jack the Ripper (1976)
- Greta - Haus ohne Männer (Ilsa, the Wicked Warden) (1977)
- L'abîme des morts vivants (The Oasis of the Living Dead) (1981)
- La tumba de los muertos vivientes (Grave of the Living Dead) (1983)
- Faceless (1987)
- Killer Barbys (1996)